# 人参養栄湯
人参養栄湯（にんじんようえいとう）とは、漢方薬の一つ。

## 効果・効能
体力虚弱なもので、病後・手術後などの体力低下、疲労倦怠、食欲不振、ねあせ、手足の冷え、貧血などの症状に有効。気血を同時に補う効能があり、五臓すべての虚証に用いることができる。

## 組成
ニンジン1.5g、トウキ・ジオウ・ビャクジュツ・ブクリョウ各2.0g、シャクヤク・チンピ・オンジ各1.0g、オウギ0.75g、ケイヒ1.25g、ゴミシ・カンゾウ各0.5g